# Domfront-en-Champagne
Domfront-en-Champagne ist eine französische Gemeinde mit 1.062 Einwohnern (Stand: 1. Januar 2022) im Département Sarthe in der Region Pays de la Loire. Sie gehört zum Arrondissement  Mamers und zum Kanton Loué (bis 2015: Kanton Conlie). Die Einwohner werden Domfrontais genannt.

## Geographie
Domfront-en-Champagne liegt etwa 16 Kilometer nordwestlich von Le Mans. Umgeben wird Domfront-en-Champagne von den Nachbargemeinden Conlie im Norden und Westen, Mézières-sous-Laverdin im Norden und Nordosten, Sainte-Sabine-sur-Longève im Nordosten, La Chapelle-Saint-Fray im Osten, La Milesse im Südosten, Lavardin im Süden sowie Cures im Süden und Südwesten.

## Verkehr
Die Gemeinde hat einen Haltepunkt an der Bahnstrecke Paris–Brest, der im Regionalverkehr von TER-Zügen bedient wird.

## Bevölkerungsentwicklung
| Jahr                      | 1962 | 1968 | 1975 | 1982 | 1990 | 1999 | 2006 | 2013 |
| Einwohner                 | 813  | 753  | 666  | 720  | 850  | 936  | 964  | 1017 |
| Quelle: Cassini und INSEE |      |      |      |      |      |      |      |      |

## Sehenswürdigkeiten
- Römisches Militärlager aus der Zeit des gallischen Krieges
- Kirche Saint-Front, seit 1939 Monument historique
- Kapelle Notre-Dame in L’Habit, seit 1972 Monument historique
- Pfarrhaus, seit 1992 Monument historique
- Herrenhaus von L’Habit, seit 1944 Monument historique

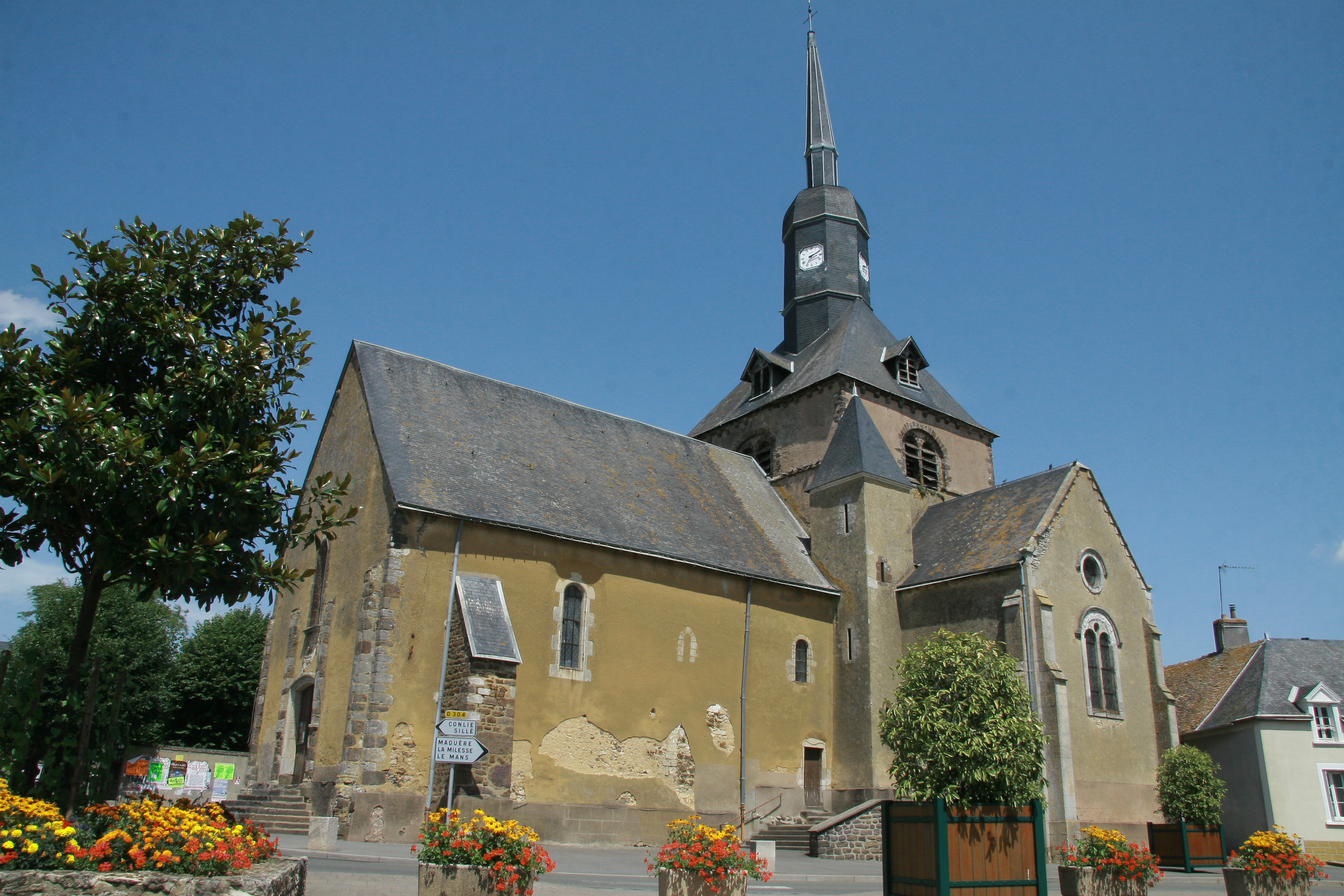
Kirche Saint-Front
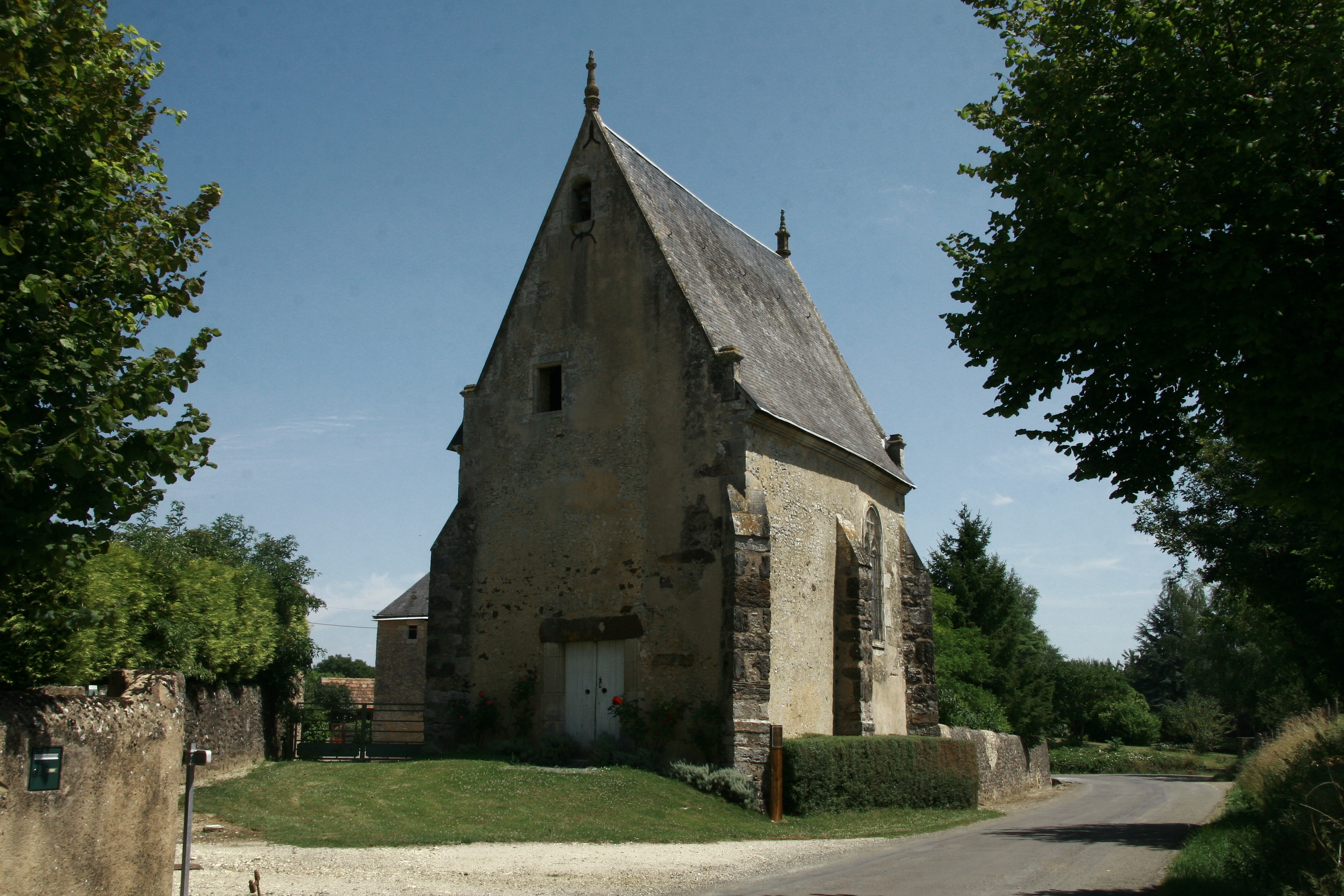
Kapelle Notre-Dame